# Olivier de Sainte-Hélène
Nesiota Elliptica, Nesiota
Genre
Espèce
Statut de conservation UICN

 EX  : Éteint
L'Olivier de Sainte-Hélène (Nesiota elliptica) est une espèce disparue de plantes à fleurs du genre Nesiota de la famille des Rhamnaceae.
C'était un arbre endémique de l'île Sainte-Hélène dans l'Océan Atlantique Sud. Malgré son nom, il n'est pas lié au vrai olivier (Olea europaea). Le dernier arbre mourut en 1994 et le dernier en culture en décembre 2003, malgré des efforts de conservation.